# آنتسامپانانا
آنتسامپانانا (به لاتین: Antsampanana) یک منطقهٔ مسکونی در ماداگاسکار است که در آتسینانانا واقع شده‌است.